# ガイウス・ラエリウス・サピエンス
ガイウス・ラエリウス・サピエンス（ラテン語: Caius Laelius Sapiens、紀元前188年 - 紀元前128年/125年）は紀元前2世紀中頃の共和政ローマの政務官。紀元前140年にコンスル（執政官）を務めた。
スキピオ・アエミリアヌスの親友であり「スキピオ・サークル」の一員。キケロ『ラエリウス・友情について』の主役。

## 名称
「サピエンス」は賢者という意味であるが、コグノーメン（第三名、家族名）ではなくアグノーメン（愛称）である。ティベリウス・センプロニウス・グラックス（グラックス兄）の改革に反対したため、元老院の保守派からそう呼ばれるようになった。

## 出自
サピエンスはプレプス（平民）であるラエリウス氏族の出身である。カピトリヌスのファスティによれば、サピエンスの父も祖父のプラエノーメン（第一名、個人名）はガイウスである。祖父に関しては名前以外は不明だが、父は紀元前190年の執政官ガイウス・ラエリウスである。父ガイウスはスキピオ・アフリカヌスの親友で、第二次ポエニ戦争ではスキピオと共に数々の戦いに参加した。先祖に有力者をもたないノウス・ホモであるが、実力で執政官に就任した。

## スキピオ・アエミリアヌスとの関係
父がスキピオ家と親しかったことから、サピエンスもスキピオ家の養子となっていたプブリウス･コルネリウス・スキピオ・アエミリアヌスとは、幼少の頃から知り合いであったと思われる。スキピオ・アエミリアヌスはサピエンスより数歳年下であった。何れにせよ、紀元前160年代には友人となっていた。アエミリアヌスが亡くなるまで、サピエンスは常に彼の友人であり、同士であった。キケロはサピエンスの口を借りて以下のように述べさせている。

スキピオとの友情に勝る宝はない。そこには国事に関する一致があり、個人的な問題に関する助言があり、さらに安らぎと喜びがあった。私の知る限りでは、どんな些細なことでも彼を怒らせたことはないし、私自身も彼から不愉快な話を聞いたことは一度もない。私たちは一つの家で、一つの食卓で、一つの食べ物を食べていた。ハイキングだけでなく、旅行や村での生活も私たちには共通していた。人から離れて余暇を過ごしていたときでさえも、私達が常に何かを学び、研究していたことをここで語る必要があるだろうか。
キケロ『友情について』、103-104

スキピオ・アエミリアヌスの周りに集まった人々には、ルキウス・フリウス・ピルス、スプリウス・ムンミウス、プブリウス・ルピリウス、をはじめとする若者たちが含まれており、上流階級だけでなく下層階級出身の人物も含まれてた。彼らはギリシア文化への共通の関心と、生涯続いた温かい関係で結ばれていた。この「スキピオ・サークル」内の関係は、個々の人物のの社会的地位に関係なく、完全に非公式なものであった。
スキピオ・アエミリアヌスは、その青年期を通じて、当時のローマのノビレス（上流階級）としては奇妙は生活を送った。ロルム・ロマヌムで演説することも、兵役につくことも、クルスス・ホノルム（名誉のコース）を歩むための官職への立候補もせず、知的研究に専念していた。サピエンスも、この生活をスキピオ・アエミリアヌスと共有した。このような生活は紀元前151年まで続いたが、其の頃には彼らの友人の何人かは、官職に就任して政治の階段を登り始めていた。

## 知的活動

### 哲学
サピエンスは若い頃から積極的に法律を学び、哲学にも興味を持っていたので、若い頃はストア派のディオゲネスの話を聞いていた。そうすることで、彼の友人が天文学への情熱ももっていることも理解できた。
紀元前155年、3人のアテナイの哲学者がローマを訪れた。アカデメイアのカルネアデス、逍遙学派のクリトラオス、ストア派のディオゲネスである。サピエンスはスキピオ・アエミリアヌスと共に、彼らの話を定期的に聞いていた。その後、傑出したストア派の学者であるパネティウスが、スキピオ家に居を構え、彼のサークルの恒久的なメンバーとなった。サピエンスは、義理の息子のガイウス・ファンニウスも講義に参加させていた。にもかかわらず、キケロはパネティウスの講義を受けたサピエンスが、ストア派に傾いていった訳ではないと述べている。明らかに、キケロはサピエンスをストア派と考えていなかった。

### 文学
サピエンスは友人たちと共に、才能はあるが一般的には成功していなかったる作家たちを後援した。紀元前165年から160年にかけては、テレンティウスと親し関係を維持し、その喜劇の中にはサピエンスとスキピオが書いた一節がを挿入されているという噂もたった。テレンティウスの『自虐者』をテクストに取り組んでいたため、マトロナリア祭の食事に遅刻してしまったこともあった。
サピエンスとスキピオが、他人の名前を使って自分達の戯曲を作ったという意見に対し、テレンティウスはそのような噂に反論するのではなく、むしろ支持さえしていた。例えば、喜劇 『兄弟』のプロローグで、彼の演劇がローマの最も人気のある人々に好まれていることを証明するこおとになるので、そのような噂はむしろ快適であると書いている。スエトニウスによれば、テレンティウスのこのような姿勢は、パトロンであるサピエンスとスキピオにとっては喜びであったろうと述べている。サピエンスとスキピオが、この問題に対して何らかの行動を起こしたかは、資料では確認できない。キケロとクインティリアヌスは、これは事実かもしれないが、証明はできないだろうと述べている。サピエンスもスキピオも、戯曲を書くには若すぎるという意見もある。結局、二人が真の作者であると言うものから、テレンティウスが二人の意見を入れて「編集」を行ったというものまで、意見は様々である。
また、テレンティウスが彼の後援者と恋愛関係にあったが、意見が合わなくなったためギリシアに渡り、そこで貧困の中で死んだという噂もある。しかし、それを書いたスエトニウス自身は、この噂を全く信用しておらず、テレンティウスは死後アッピア街道沿いに20ユゲラ（5ヘクタール）の庭園を残しており、娘はエクィテス（騎士階級）の男性と結婚したとしている。現存するポルティウス・リキニウスのエピグラム『堕落した貴族』のテレンティウスは、明らかに名誉毀損である。
アフリカから帰国した紀元前146年以降、サピエンスは詩人ガイウス・ルキリウスと親しくなり、彼は「スキピオ・サークル」の重要なメンバーとなった。サピエンスの家では、ルキウスによる朗読会が組織されていた。

## 経歴

### 軍人として
知的活動に専念していたスキピオ・アエミリアヌスであったが、紀元前151年に執政官ルキウス・リキニウス・ルクッルスのトリブヌス・ミリトゥム（高級士官）として、ヒスパニア・キテリオルでのケルティベリア人との戦争に参加することになった。このとき、サピエンスも共にヒスパニアに赴いたと思われる。また、サピエンスはこの年に護民官となっていたと推定される。
紀元前149年には第三次ポエニ戦争が始まる。スキピオ・アエミリアヌスは、当初からトリブヌス・ミリトゥムとして参戦していた。紀元前147年、スキピオ・アエミリアヌスは軍事面での功績を認められ、ウィッリウス法を無視する形（年齢は法が要求する43歳に達しておらず、法務官経験もなかった）で執政官に就任する。このときサピエンスはレガトゥス（軍団副司令官）となったことが知られている。ヌミディア王グルッサの協力を得て、サピエンスはネフェリスを攻略した。ネフェリスの占領は、戦争の行方に大きな影響を与えた。これによりカルタゴは軍事援助も食糧援助もなく、ローマに抵抗する唯一の都市となったのである。
紀元前146年春、カルタゴに対する総攻撃が開始された。サピエンスは一軍を率い、港への侵入に成功した。その後6日間に渡る戦闘が行われ、最後の抵抗拠点であったビュルサが占領され、カルタゴは陥落した。この大勝利にローマは湧き、サピエンスも翌紀元前145年のプラエトル（法務官）に選出された。

### 法務官
スキピオ・アエミリアヌスは後にローマで最も権威ある政治家となり、友人であるサピエンスが高位官職に就くのに役立った。しかし、同時に「反スキピオ派」が元老院内に形成されたため、その影響力には限りがあり、彼のグループで高位官職を独占することはなかった。そのためサピエンスも、スキピオからの積極的な支援にもかかわらず、政治的なキャリアにおいて敗北を余儀なくされることもあった。
サピエンスは護民官ガイウス・リキニウス・クラッススが提唱してきた、民会において神官職を選出するという法案に対して、やや保守的な立場をとった。サピエンスは「司祭について」という演説を行ったが、これは後に彼の弁論家としてのキャリアの中で最高のものとして認められている 。そして、新官職をパトリキに限り、死亡により欠員が出た場合には、互選により新任者を決定するという、これまでの伝統を擁護した。キケロは、「クラッススの大衆受けする演説は、サピエンスの反対演説と、人々の神々に対する畏怖のためにたやすく敗れた」と述べている。おそらくサピエンスとの議論の間に、クラッススは市民をコミティウムからフォルムに連れて行き、元老院ではなく市民に向けて演説した最初の護民官となった。しかし、これは彼を助けることにはならず、法案は否決された。
翌紀元前144年。サピエンスはプロプラエトル（前法務官）としてインペリウム（軍事指揮権）を保持し、ヒスパニア・キテリオル属州に出征した。そこではルシタニア人がヴィリアトゥスを指導者として10年以上反乱を続けており、戦況はローマに不利であった。前任者のクラウディウス・ユニマヌスは、戦闘で兵のほとんどを失い、ローマ軍は壊滅していた。キケロによると、サピエンスの活躍は際立っており、「ヴィリアトゥスに完全に勝利し、後任者に戦争の指揮を引き継いだ」としており、これがローマ軍のヴィリアトゥスに対する最初の勝利であるが、キケロはサピエンスの功績を誇張していると考えられている。何れにせよ、翌年のヒスパニア・ウルテリオル属州総督ガイウス・ニギディウスはルシタニアに再び敗北した。

### 執政官
紀元前142年末、サピエンスは執政官に立候補するが、友人であったクィントゥス・ポンペイウスの裏切りによって敗北した。ポンペイウスは立候補はしていたものの、サピエンスを支援するとしていた。しかし、実際には実際に自分のために票を集めていたのだ。この後、スキピオ・アエミリアヌスとサピエンスは、ポンペイウスとのすべての関係を断ち切った 。
とは言え、サピエンスは翌年も立候補し、紀元前140年の執政官に当選した。同僚はパトリキのクィントゥス・セルウィリウス・カエピオであった。

### サピエンスの改革
サピエンスを代表者として、スキピオ・サークルでは、イタリアの小規模土地保有者の状況を改善するための法案を検討していた。その一つがプルタルコスによって言及されているが、それがサピエンスが護民官であったときか（紀元前151年）、法務官のときか（紀元前145年）あるいは執政官（紀元前140年）のときかは不明である。改革が検討されているという噂は広まり、上流層の反発を招いた。「有力市民からの強固な抵抗と不安の広がりに直面し」、サピエンスはこの活動を中止した。

### ヒスパニア問題
紀元前140年、プロコンスル（前執政官）クィントゥス・ポンペイウスは、ヒスパニアで反乱を起こしていたヌマンティアと妥協的な講和条約を締結したが、後に自分は譲歩していないと称し、裁判にかけられたが無罪となっていた。紀元前137年、ヒスパニア・キテリオルで執政官ガイウス・ホスティリウス・マンキヌスが、ヌマンティアとまたもや恥ずべき協定を結んだとの報告がローマに届いた。紀元前136年にマンキヌスがローマに戻ると、裁判が行われることとなった。サピエンスを始めとする「スキピオ・サークル」は、マンキヌスだけではなくポンペイウスも法廷に立たせた。しかし、有罪となったのはマンキヌスのみで、ポンペイウスは再び無罪となった。
このヒスパニアでの第二次ケルティベリア戦争を終結させたのは、またもスキピオ。アエミリアヌスであった。この勝利によって、新たに「ヌマンティヌス」のアグノーメンを得る。スキピオと共に出征した人物の中に、サピエンスは言及されていない。

### サピエンスとグラックス
スキピオ・アエミリアヌスがヒスパニアに出征中の紀元前133年、ローマでは護民官ティベリウス・センプロニウス・グラックス（グラックス兄）が過激な改革を提唱していた。野心的な政治家であるグラックスは、マンキヌスがヌマンティアと結んだ講和条約を主導した人物であったが、マンキヌスと異なり起訴はされていなかった。しかし、この頃から義兄（姉の夫）でグラックスの元老院入を推薦したスキピオ・アエミリアヌスと距離を置くようになっていた。グラックスは「反スキピオ派」と同盟して、かつてサピエンスが実施しようとしてできなかった、土地改革問題に乗り出した。当時ローマでは第二次ポエニ戦争によって獲得した国有地をローマ市民に貸し出したが、その多くは奴隷を多数所有、あるいは新たに購入できる富裕層が借り受けた。そして富裕層は実質上の大土地所有者となっていた（ラティフンディウム）。「センプロニウス法」は、個人が借りる国有地を500ユゲラ（およそ310エーカー）に制限し、それを超えた分を実際に住んでいる農民たちに少ない賃貸料で再配分しようとしたものである。
当初、サピエンスをはじめとするスキピオ・サークルはグラックスを支持していたが、やがて（おそらくグラックスが彼に反対した同僚マルクス・オクタウィウスを解任した後に）グラックスの急進的過ぎる方法に不満を持ち、改革自体には共感を持ちながらも、法案に対しては反対に回った。結局グラックスは殺害されることになる。翌紀元前132年 、サピエンスは故人を調査し、彼の支持者を処罰するために元老院によって結成された臨時委員会のメンバーとなった。グラックスへ助言を行っていた哲学者ガイウス・ブロッシウスは自分のことは自分のことを大目に見てほしいとサピエンスの所に懇願に来てそのわけを説明した。キケロはこの際のサピエンスの言を、以下のように伝えててる。

ブロッシウスはティベリウス・グラックスを高く評価していたので、彼の言うことは何でも実行すべきだと思ったと言うのだ。私は訪ねた。「もし彼が君にカピトリウムに火をつけろと言ってもかね。」ブロッシウスは「彼はそんなことを言うわけがないが、仮にそう言ったら私はそのとおりにする」と答えたのだ。何という邪悪な考えだろうか。ところが彼はその言葉以上のことをやったのだ。彼は無謀なティベリウス・グラックスに従うどころか、自分が先頭に立った。彼はグラックスの熱狂の仲間になるのだけではなく自分が指導者になったのだ。そしてあのような狂気の沙汰を行った後に、尋問が怖くてアシア属州に逃げ、敵のもとに身を寄せたのだ。したがって、友人のために間違いを犯しても言い訳にはならない。なぜなら、誠実な人だと思って友情を育ててきたのに、もし誠実さを捨ててしまったら、友情が続くことは難しいからである。
キケロ『友情について』、37

### その後
ヒスパニアから戻ったスキピオ・アエミリアヌスも保守的な立場にたった。紀元前131年に、グラックス派のガイウス・パピリウス・カルボが、護民官の再選を可能とする法案を提出すると、サピエンスとスキピオはこれを民会の投票でで秘訣することに成功したが、これはスキピオ・サークルが大衆に反対した最初の例となった。以後2年間は政治闘争が新たに激化し、スキピオとその支持者たちは富裕層を中心とする「秩序派」の先頭に立つ一方で、民衆の間での人気を失っていった。
紀元前129年、スキピオ・アエミリアヌスは急死した。殺害されたあるいは自殺したとの噂が流れたが、サピエンスはこれを強く否定したが、スキピオ家内部のスキャンダル（妻センプロニア及び義母コルネリアに殺害されたとの説があった）を避けたかったものと思われる。サピエンスはスキピオ・アエミリアヌスの甥であるクィントゥス・ファビウス・マクシムス・アッロブロギクスのために、重厚な追憶演説を起草した。
サピエンスが死去したのは、紀元前128年または紀元前125年とされる。

## 弁論家として
キケロはサピエンスを、スキピオ・アエミリアヌスと並んで、この時代の二人の最高の弁論家の一人と呼んでいるが、「サピエンスの方が饒舌であった」スキピオ・アエミリアヌスとは異なり、サピエンスは弁護人として法廷に定期的に出廷しため、より多くの演説の経験を積んでいた。彼の「短くも輝かしい」演説『新官職について』はキケロに賞賛され、キケロは「このスピーチほど愉快なものはなく、神聖な事柄についてこれ以上大きな声で話すことは不可能である」と考えた。しかしキケロは同時に、サピエンスの古風で音節が切れない話法は懐古趣味に過ぎるとも述べており、また彼の最高の演説でもスキピオ・アエミリアヌスのものよりは優れていないとも評している。
サピエンスの演説スタイルの主な利点は、優美さ、愉快さ、優しさであったが、聴衆を鼓舞する力強さと能力には欠けていた。このことは、キケロがプブリウス・ルティリウス・ルフスに語った話で示唆されている。サピエンスは殺人罪で告訴された借家人の裁判（紀元前138年）で弁護人を務め、二度に渡り、素晴らしく、エレガントで、かつ入念に準備された演説を行ったが、どちらの場合も執政官は捜査の続行を命じた。このため、サピエンスは依頼人に対し。「ガルバならばもっと熱い弁論ができる」とセルウィウス・スルピキウス・ガルバ に相談するようアドバイスした。ガルバはこの依頼を「慎重に、しかし躊躇なく」次の裁判の前日に引き受けた。ガルバは何人かの協力者と共に、執政官が退出の時間と告げるまで演説を続けた。ガルバは「それぞれの区切りのところが拍手で終わるような、印象的な演説」を実施し、結果被告は無罪となった。
タキトゥスの『弁論家に関する対話』の中で、サピエンスは過去におけるの弁論家の一人として言及されているが、その「初期の未熟な雄弁は......いくつかの欠点がないわけではなかった」と評されている。
タキトゥスより後の資料には、サピエンスに関する言及はなく、スキピオ・アエミリアヌスをその時代の最高の演説家と位置づけている。歴史学者
T. Bobrovnikovaは、サピエンスに対する高い評価は、本人の実力というよりも、スキピオ・アエミリアヌスがそう見做したことが大きいと考えている。

## 家族
プルタルコスは、サピエンスの家庭生活は非常に成功していたと書いている：「彼は長い人生の中で、妻以外の女性を知らなかった」。彼の妻の名前は不明であるが、二人の間には二人の娘がいた。長女は紀元前117年の執政官クィントゥス・ムキウス・スカエウォラと結婚し、次女は紀元前122年の執政官で歴史家のガイウス・ファンニウスの妻となった。義理の息子のぎりのは二人共アウグル（鳥占官）となることを望んだが、サピエンスはスカエウォラを選んだ。スカエウォラはファンニウスよりも若かったが、長女の夫であることを優先したと述べている。
孫娘のムキア（スカエウォラの娘）は、その次代の最高の弁論家と言われ、紀元前95年の執政官であるルキウス・リキニウス・クラッススと結婚した。この家系をたどると、サピエンスの曾孫がクィントゥス・カエキリウス・メテッルス・ピウス・スキピオ・ナシカで、その義理の息子がグナエウス・ポンペイウス・マグヌスと続く。

## 参考資料

### 古代の資料
- アウレリウス・ウィクトル『共和政ローマ偉人伝』
- アッピアノス『ローマ史』
- プルタルコス『対比列伝』
- ガイウス・スエトニウス・トランクィッルス『皇帝伝』
- タキトゥス『弁論家に関する対話』
- プビリウス・テレンティウス・アフェル『兄弟』
- マルクス・トゥッリウス・キケロ『ブルトゥス』
- マルクス・トゥッリウス・キケロ『ルキウス・リキニウス・ムレナの弁護』
- マルクス・トゥッリウス・キケロ『国家論』
- マルクス・トゥッリウス・キケロ『友情について』
- マルクス・トゥッリウス・キケロ『善と悪の究極について』
- マルクス・トゥッリウス・キケロ『義務について』
- マルクス・トゥッリウス・キケロ『弁論家について』
- マルクス・トゥッリウス・キケロ『アッティクス宛書簡集』
- マルクス・ファビウス・クインティリアヌス『弁論家の教育』

### 研究書
- Bobrovnikova T. Everyday life of the Roman patrician in the era of the destruction of Carthage. - M .: Young Guard, 2001 .-- 493 p. - ISBN 5-235-02399-4 .
- Grimal P. Cicero. - M .: Young Guard, 1991 .-- 544 p. - ISBN 5-235-01060-4 .
- Zaborovsky I. Some aspects of the political struggle in the Roman Senate (40–20s of the II century BC) // Bulletin of Ancient History. - 1977. - S. 182-191 .
- Zaborovsky I. Roman Forum and Agrarian Reform of Tiberius Gracchus // From the History of Ancient Society. - 1986. - S. 65-77 .
- The history of Roman literature. - M .: Publishing House of the Academy of Sciences of the USSR, 1959. - T. 1. - 534 p.
- Korolenkov A. From the latest literature on Scipio Emilian // Studia historica. - 2008. - Issue. Viii . - S. 211—223 .
- Simon G. The Wars of Rome in Spain. - M .: Humanitarian Academy, 2008. - 288 p. - ISBN 978-5-93762-023-1 .
- Trukhina N. Politics and Politics of the "Golden Age" of the Roman Republic. - M .: Publishing House of Moscow State University, 1986. - 184 p.
- Chekanova N. Roman dictatorship of the last century of the republic. - SPb. : Information Center "Humanitarian Academy", 2005. - 480 p. - ISBN 5-93762-046-1 .
- Scullard H. From the Gracchi to Nero: A History of Rome 133 BC to AD 68. - London; New York, 2011 .-- 448 p.
- Broughton, T. R. S. (1951). The Magistrates of the Roman Republic Vol.1. American Philological Association